# La maison d'à côté
La maison d'à côté  (La casa de al lado) est une telenovela américaine en 165 épisodes de 42 minutes diffusée entre le 31 mai 2011 et le 23 janvier 2012 sur Telemundo.
Elle a été diffusée en Outre-Mer sur le réseau 1ère puis en France sur France Ô en 2013, ainsi que sur Novelas TV du 6 octobre 2015 au 24 mai 2016 et elle a été disponible en intégralité sur 6play sous le titre de La Maison d'à côté. Elle a aussi été diffusée à l'Île Maurice sur la MBC-Cine12.
En juin 2024, elle est rediffusée sur Novelas TV jusqu'au 28 janvier 2025.

## Synopsis
La famille Conde est une famille riche et influente qui cache de nombreux secrets. Après la mort du mari de la fille aînée des Conde qui se nommait "Adolfo", il arrive bien des choses étranges. Six mois après ce décès, Ignacia se remarie avec Gonzalo Ibàñez qui, à partir de ce moment-là, fait partie des avocats de l'entreprise de Renato Conde. Le frère jumeaux du premier mari d'Ignacia vivait avec eux. Peu après, la famille Conde découvre que ce frère jumeau paralysé était en fait Adolfo et que Gonzalo était en fait le frère d'Adolfo, et qu'effectivement Adolfo et Gonzalo avaient bien un frère paralysé mais comme ce dernier n'appréciait pas les projets de ses deux frères, Gonzalo et Adolfo l'ont fait passer pour Adolfo et l'ont balancé par la fenêtre. Le vrai nom de Gonzalo est Iñaki Mora et celui d'Adolfo est Ismael Mora. Tous deux sont les fils d'Igor et de Mabel Mora. Leur mère, Mabel, les a abandonné dès leur plus jeune âge. Cela a eu pour effet de renforcer l'envie des frères Mora de se venger de la famille Conde. 
La femme de ménage de leur maison les a recueilli, et leur a donné à chacun un nouveau nom. Inaki s'appelait Roberto. C'étaient les 3 frères Acosta El Rasuris. Elle disait que c’était ses neveux qui rentraient de l’étranger. Pour mener à bien leur plan, Gonzalo et Adolfo n'hésitent pas une seconde à éliminer toutes les personnes qui se mettent en travers de leur chemin : Matias, Teresa, Rosa, Carmen, Hortensia, Pedro, Ximena, Pablo, Omar... Ainsi, le plan des frères Mora marche à merveille jusqu'à ce que les frères diaboliques connaissent de graves désaccords entre eux. Gonzalo va notamment devoir supprimer son père, Igor Mora qui avait une hémorragie. Plus tard, la famille Conde et plus particulièrement la cadette, Carola, qui est toxicomane, se rendent compte du double-jeu de Leonardo. Leonardo est en fait le nom qu'ont donné Gonzalo et Adolfo à leur frère paralysé qui lui s'appelait en fait Yván Mora. 
La famille Conde apprendra finalement qu'Adolfo n'est pas mort. Bien plus tard, Ignacia la fille aînée des Conde meurt assassinée. Pour tous, y compris Iñaki/Gonzalo et Ismael/Adolfo, c'est un vrai casse-tête. On découvrira alors l'existence de Raquel Arismendi, la sœur jumelle de Pilar. Raquel est très dangereuse et elle cherche à se venger de Pilar. Cecilia, la mère des jumelles ne pouvant pas élever les jumelles, a abandonné Raquel et a préféré élever Pilar qui a longtemps étudié et est devenue une psychologue réputée et est la voisine des Conde. Raquel se venge en même temps des Conde pour qui elle nourrit une obsession ! Jusqu'où ira-t-elle ? Les frères Mora ont-ils toujours le contrôle de la situation ?

## Distribution

### Acteurs principaux
- Maritza Rodríguez : Pilar Arismendi Ruiz / Raquel Arismendi
- Gabriel Porras : Gonzalo Ibáñez / Iñaki Mora / Roberto Acosta
- Catherine Siachoque : Ignacia Conde Spencer † Tuée par Raquel Arismendi
- Miguel Varoni : Javier Ruiz
- David Chocarro : Ismael « Adolfo Acosta » Mora / Iván « Leonardo Acosta » Mora † Brûlé vif par Carola Conde
- Daniel Lugo (en) : Renato Conde † Suicide par Balle
- Felicia Mercado (en) : Eva Spencer Conde
- Karla Monroig : Rebeca Arismendi
- Jorge Luis Pila : Matías Santa Maria † Tué par Iñaki Mora
- Orlando Fundichely : Sebastián Andrade † Empoisonné par Raquel Arismendi
- Angélica María : Cecilia Arismendi

### Acteurs secondaires
- Henry Zakka (en) : Igor Mora † Tué par Iñaki Mora
- Ximena Duque : Carola Conde Spencer
- Sofía Lama : Hilda González Conde
- Rosalinda Rodríguez (en) : Karen Ortega
- Gabriel Valenzuela : Emilio Conde Spencer
- Héctor Fuentes : Nibaldo González
- Vivián Ruiz : Yolanda Sánchez
- Alexandra Pomales (en) : Andrea Ruiz Arismendi
- Andrés Cotrino : Diego Ruiz Arismendi

### Invités et apparitions spéciales
- Adela Romero : Teresa Sandoval † Tuée par Ismael Mora
- Adriana Oliveros : Carmen Soto † Tuée par Iñaki Mora
- Martha Pabón : Mabel Mora † Tuée par Ismael Mora
- Miguel Augusto Rodríguez : Omar Blanco † Tué par Iñaki Mora
- Ariel Texido : Danilo Salas † Mort d’un Arrêt Cardiaque
- Alejandra Corujo : Ximena Labarca †
- Arianna Coltellacci : Marisol Merino
- Carlos Cuervo : Le Faux Iñaki Mora
- Carlos Farach : René
- Carlos Fontané : Ricardo Merino † Tué par Pilar Arismendi
- Cristina Figarola : Rosa Munita Yen / Cecilia Avendaño † Tuée par Iñaki Mora
- Fernando Cermeño Sánchez : Pablo López † Tué par Iñaki Mora
- Fidel Pérez Michel : Docteur Alfonso
- Gerardo Riverón : Pedro Martínez
- Isaniel Rojas : Efraín Donoso Santibáñez
- Jeinny Lizarazo : Olga
- Johann Abreu : Commissaire Cifuentes
- Jose Contreras : Jose Vergara
- Juan Cepero : Mario
- Julio Torresoto : Salvador Hudson † Tué par Iñaki Mora
- Maria Malgrat : Hortensia † Tuée par Iñaki Mora
- Mildred Quiroz : Gretta
- Nini Vásquez : Lidia
- Rafael Robledo : Ramírez
- Ramon Morell : Antonio
- Raúl Arrieta : Israel Mendoza
- Christan Carabías Jr. : Luis Mendoza
- Roberto Javier : Victor Santelicez
- Vanessa Apolito : Priscila † Tuée par Iñaki Mora

## Personnages
Gonzalo Ibanez / Iñaki Mora / Roberto Acosta (Gabriel Porras)
Avocat intègré reconnu pour ses qualités professionnelles et conseiller juridique du groupe de Renato Conde.
Il rencontre Ignacia et se marie avec elle.
Il va peu à peu découvrir ce que cache la famille Conde, y compris son épouse.
Gonzalo traverse alors une crise qui l’attire irrémédiablement vers Pilar Arismendi. Grâce à son soutien, la relation amicale va progressivement se transformer en un lien plus profond.
Pilar Arismendi (Maritza Rodríguez)
Épouse épanouie et soumise qui s’en remet aveuglément à son époux.
Pilar a sacrifié sa carrière de psychiatre pour se consacrer à son foyer.
Sa vie tourne autour de Javier Ruiz et elle n’avait d’yeux que pour lui, ce jusqu'à rencontrer Gonzalo.
Victime du harcèlement psychologique de son époux. Javier épie et contrôle chacun de ses faits et gestes. Elle est incapable de se défaire du joug émotionnel auquel Javier la soumet et parvient à préserver pour sa famille un certain équilibre.
Pilar fait la connaissance de son voisin, Gonzalo Ibañez, qui fait preuve de bienveillance et la soutient sans conditions. Cette attitude réveille en elle des sentiments qu’elle croyait à jamais oubliés
Ignacia Conde Spencer (Catherine Siachoque)
Femme fragile, douce et vulnérable. Sa vie n’a pas été facile. En effet, son premier mari s’est jeté par la fenêtre de leur maison.
C’est une artiste talentueuse qui a su surmonter sa peine en se réfugiant dans la peinture.
Instable psychologiquement, elle sait manipuler les personnes qui l’entourent et tirer profit de la situation. Elle agit toujours dans son propre intérêt. Elle a ainsi profité du fait que ses parents la préféraient à son frère et à sa sœur.
Ses deux mariages ne l’ont pas empêchée d’entretenir une liaison secrète avec Javier Ruiz, son voisin.
Javier Ruiz (Miguel Varoni)
Homme aimable et courtois qui a tout du gentleman. C’est le symbole même de l’élégance.
Il donne l’image d’un homme de valeurs hautement morales mais cache beaucoup de secrets et aussi ses vraies habitudes. Père modèle, qui se consacre au bonheur de sa femme et de ses enfants.
Associé dans un prestigieux cabinet d’avocats, Javier est le conseiller juridique du groupe de Renato Conde.

## Épisodes
1. Le Mariage d'Ignacia et Gonzalo
2. Étranges soupçons
3. La Jalousie de Javier
4. Une surprenante confession
5. Empoisonnement suspect
6. La Détermination de Carola
7. Vérités cachées
8. Diego veut être courageux
9. Disparition étrange
10. Emilio est déterminé
11. La Dette d'Ignacia
12. Adolfo accusé !
13. Sombre passé
14. La Trahison d'Ignacia
15. Douloureuse passion
16. Preuve d'infidélité
17. Ennemis intimes
18. La Vérité qui blesse
19. Pilar confronte Javier
20. De justesse
21. Le Mensonge de Javier
22. Trahisons et mensonges
23. La Gaine de Carola
24. Fausses promesses
25. Le Faux voyage d'Ignacia
26. Danger imminent
27. La Décision de Gonzalo
28. La Grande Annonce d'Emilio
29. Lettres de menaces
30. Les Mains meurtrières
31. Ignacia est nerveuse
32. La Tentative de Leonardo
33. Cruelles vérités
34. Femme jalouse
35. Un étrange visiteur
36. Les Explications d'Eva
37. Un dîner tragique
38. Les Amants secrets
39. Dangereux témoins
40. Le Récit de Gonzalo
41. Javier est étrange
42. Sentiments étranges
43. Cruelle vérité
44. Les Vieux Démons d'Eva
45. Hilda se fait manipuler
46. Le Début de la fin
47. Le Tourment d'Adolfo
48. Impardonnable
49. Un coup dans le cœur
50. Destin tracé
51. Le Nouvel héritier des Conde
52. Les Fantômes du passé
53. Eva face à son passé
54. La Dette d'Emilio
55. La Dette personnelle
56. Le Malheur d'Emilio
57. Soif de vengeance
58. À la rescousse d'Emilio
59. La Confession d'Eva
60. Étrange disparition
61. Rebeca est inquiète
62. Une mort injuste
63. Un dernier au revoir
64. La Dangereuse Séduction de Gonzalo
65. Nibaldo doit parler
66. Pouvoir et vengeance
67. La Tentative de Gonzalo
68. Rancune de sang
69. La Vengeance gratuite de Gonzalo
70. Le Retour de Renato
71. Le Désespoir de Rebeca
72. Marisol veut en finir avec...
73. Carola est en prison
74. Disparition inquiétante
75. Gonzalo est hors de contrôle
76. Jalousie mortelle
77. Folie meurtrière
78. Le Temps de la vengeance
79. La Haine démesurée de Javier
80. Renato apprend la vérité
81. Les Révélations de Rebeca
82. Le Plan
83. Sombres révélations
84. La Complicité de Carola
85. Gonzalo passe encore à l'acte
86. De fausses révélations
87. Gonzalo perd le contrôle
88. Carola n'est pas seule
89. Frères jusqu'à la mort
90. La Révélation choc de Renato
91. Le Père de Diego
92. Le Visage de l'assassin
93. La Jalousie qui tue
94. Javier séquestré
95. Un tueur chez les voisins
96. La Prise de conscience de Rebeca
97. La Cave de Gonzalo
98. La Vraie mère de Carola
99. Enlèvement mortel
100. Coup de grâce
101. Le Mystérieux propriétaire
102. Le Retour d'Ignacia
103. Les Suspicions de Carola
104. La Trahison du sang
105. Gonzalo est tiraillé
106. Fuir ou mourir
107. Omar, entre la vie et la mort
108. Rebeca est persécutée
109. Dangereuse correspondance
110. La Décision d'Ismaël
111. L'Auteur du livre
112. La Demande d'Emilio
113. La Réaction de Javier
114. Cœur de pierre
115. Le Mystérieux travail d'Emilio
116. Carola en cavale
117. La Provocation de Pilar
118. En toute discrétion
119. Au mauvais endroit
120. Les Avances de Javier
121. Hilda est à bout
122. Il faut sauver Rebeca
123. La Photo
124. Les Révélations de Gonzalo
125. À la recherche de Nibaldo
126. Les Fiançailles
127. Une étrange mort
128. Renato doit s'expliquer
129. Le Témoignage de Diego
130. Qui est Orlando ?
131. Eva est nostalgique
132. Javier est inquiet
133. Colère et désespoir
134. Pilar accusée
135. Adieu Ignacia
136. Peur d'être démasqué
137. Pilar machiavélique ?
138. Mise en garde
139. Le Fils d'Ignacia
140. La Chef d'Emilio
141. La Folie de Gonzalo
142. Lidia refait surface
143. Pilar est étrange
144. Famille en danger
145. Cecilia alerte Javier
146. Le Mariage
147. Cœurs brisés
148. Le Malheur de Renato
149. La Jumelle de Pilar
150. Un deuil de plus
151. Nibaldo soupçonne…
152. La folie de Raquel
153. Mabelle s'interpose
154. Raquel ou Pilar ?
155. Les jumelles s'affrontent
156. La Vérité sur Gonzalo
157. Carola se réjouit
158. Contre Gonzalo
159. Enregistrement risqué
160. La Mise au point de Pilar
161. Andrea en danger
162. Gonzalo s'excuse
163. Rebeca essaye de parler
164. L'Ultime lutte des jumelles
165. Le Grand Final

## Récompenses et nominations
| Année | Award                 | Catégorie                       | Nomination                                                            | Résultat   |
| ----- | --------------------- | ------------------------------- | --------------------------------------------------------------------- | ---------- |
| 2012  | Premios tu mundo 2012 | Meilleure novela de l'année     | La casa de al lado                                                    | Nomination |
| 2012  | Premios tu mundo 2012 | Meilleur acteur principal       | Gabriel Porras                                                        | Nomination |
| 2012  | Premios tu mundo 2012 | Meilleure actrice principale    | Maritza Rodríguez                                                     | Lauréat    |
| 2012  | Premios tu mundo 2012 | Meilleure actrice principale    | Catherine Siachoque                                                   | Nomination |
| 2012  | Premios tu mundo 2012 | Meilleur acteur méchant         | David Chocarro Miguel Varoni                                          | Nomination |
| 2012  | Premios tu mundo 2012 | Meilleure actrice méchante      | Maritza Rodríguez                                                     | Nomination |
| 2012  | Premios tu mundo 2012 | Meilleure actrice co-principale | Rosalinda Rodríguez                                                   | Nomination |
| 2012  | Premios tu mundo 2012 | Meilleur acteur co-principal    | Gabriel Valenzuela                                                    | Lauréat    |
| 2012  | Premios tu mundo 2012 | Le meilleur couple              | Karla Monroig and Jorge Luis Pila                                     | Nomination |
| 2012  | Premios tu mundo 2012 | Meilleurs acteurs en couple     | Ximena Duque and David Chocarro Catherine Siachoque and Miguel Varoni | Nomination |
| 2012  | Premios tu mundo 2012 | Le plus jeune acteur            | Andrés Cotrino                                                        | Nomination |
| 2012  | Premios tu mundo 2012 | Meilleur générique de Novela    | La Casa de al Lado opening theme (instrumental)                       | Nomination |